# Hédi Semlali
Hédi Semlali (arabe : الهادي السملالي), né le 20 janvier 1919 à Tunis et mort le 13 août 1991, est un acteur et humoriste tunisien.

## Études
Né dans la médina de Tunis d'un père marocain, il grandit dans une famille modeste. Inscrit à l’école du quartier de Halfaouine, il fait montre, cependant, d’une grande intelligence qui l’empêche de s’intégrer parmi des élèves de niveau plutôt moyen. Il change alors d’école et s’inscrit dans une école française sise à la rue de la mosquée Zitouna (alors appelée rue de l’Église) et étudie l’arabe dans une école au souk El Attarine. Il est alors le seul élève à porter la chéchia, ce qui ne manque pas de lui causer des railleries de ses collègues français et italiens, mais il en est fier et obtient même un jour des excuses de l’instituteur qui s’en était moqué. Après ses études primaires, il s’inscrit au lycée Alaoui en 1934.
En parallèle, il est apprenti menuisier car, en ce temps-là, les familles installent les enfants chez des artisans pendant les vacances. Ayant obtenu son brevet d’études, il décide de mettre fin à sa scolarité et de devenir menuisier à Bab Menara.

## Passion du théâtre
Il s’éprend de théâtre et notamment des spectacles appelés Isawiyet el ballout, une sorte de parodie tournant en dérision des chansons et des airs connus parlant notamment de plats et de nourriture, en changeant les paroles originales. Il y participe aux côtés de Salah Khémissi, Mohamed Hadded, Noureddine Kasbaoui, Mongi Ben Yaïche, etc.
Un jour, l’actrice Wassila Sabri décide de fonder une troupe théâtrale et procède à une sélection. Semlali, qui se présente, est reçu : il côtoie une pléiade d’acteurs tels que Mohieddine Mrad, Ahmed Triki, Béchir Fehima dit Béchir Fehmi, Hédi Tebourbi, Chedly Ben Frija, Noureddine Berrechid, Lilia Foued, Salha El Masria, Aziza Naïm et Badiaa Jamel. Cette troupe présente notamment Othello, Le Sahara de Youssef Wahbi ou Roméo et Juliette.
Son amitié avec Berrechid, qui est l’un des principaux humoristes du pays,  se renforce et ce dernier lui propose de présenter ensemble des sketchs pendant les pauses et au cours de certains galas. Le duo Berrechid-Semlali connaît beaucoup de succès, au point d’organiser une grande tournée en Algérie en 1938. À son retour, il abandonne sa menuiserie, qui marche pourtant bien, et décide de se consacrer au théâtre.
En 1940, il rejoint la troupe El Kawkab Tamthili dirigée par Mohamed El Habib, qui comprend plusieurs grands acteurs tels que Mohamed Abdelaziz Agrebi, Hamda Ben Tijani, Mohamed Darragi et Mongi Ben Yaïche. Il joue de petits rôles et améliore sa diction et son jeu ; il y passe sept années avant de constituer sa propre troupe, qui joue en Tunisie et en Algérie. Il rejoint après l’indépendance la troupe de la ville de Tunis dirigée notamment par l’Égyptien Zaki Tuleimat puis par Aly Ben Ayed, où il participe à la plupart des créations. Il participe également à la troupe El Manar dirigée par le violoniste Ridha Kalaï, à la troupe Nojoum El Manar dirigée par Kaddour Srarfi et à des feuilletons télévisés et des téléfilms. Il enregistre aussi des chansons et des sketchs humoristiques.

## Sketchs et chansons humoristiques
Les principaux sketchs et chansons humoristiques de Hédi Semlali sont :
| Titre                       | Nom original           | Traduction                                         | Note                                                                      |
| --------------------------- | ---------------------- | -------------------------------------------------- | ------------------------------------------------------------------------- |
| Al moutarjem                | المترجم                | « Le traducteur »                                  | Succès de toujours qui continue à être diffusé par les radios tunisiennes |
| Ybarek fi trabek ya Tounes  | يبارك في ترابك يا تونس | « Que ton sol soit béni, Tunisie »                 | Reprise d’une chanson de Salah Khémissi                                   |
| Samahni                     | سامحني                 | « Excuse-moi »                                     | Reprise d’une chanson de Salah Khémissi                                   |
| Ândi weldi                  | عندي ولدي              | « J’ai un fils »                                   | Texte et composition de Ridha Kalaï                                       |
| El fann echaabi             | الفن الشعبي            | « L’art populaire »                                | Texte de Mohamed Boudhina et composition de Chedly Anouar                 |
| Erradio                     | الراديو                | « La radio »                                       | Parodie des émissions de la radio tunisienne                              |
| Sbakt errous wel marikan    | سبقت الروس و المريكان  | « J’ai précédé les Russes et les Américains »      | Texte d'Ahmed Kheireddine                                                 |
| Ana omri ma skert           | أنا عمري ما سكرت       | « Je ne me suis jamais enivré »                    | Reprise d’une chanson de Salah Khémissi                                   |
| Fech matloub                | فاش مطلوب              | « Qu’est-ce qui m’a pris »                         | Texte et composition de Ridha Kalaï                                       |
| Ya samra ya bent âmmi       | يا سمراء يا بنت عمي    | « La brune, ma cousine »                           | Texte et composition de Béchir Fehmi                                      |
| Marra triha marra kfouf     | مرة طريحة مرة كلوف     | « Une fois, une raclée, une fois des gifles »      |                                                                           |
| Ana marti thebb el fama     | أنا مرتي تحب الفامة    | « Ma femme aime se vanter »                        | Texte de Ridha Khouini et composition d'Ouannès Kraïem                    |
| Rina âjayeb rina ghrayeb    | رينا عجايب رينا غرايب  | « Nous avons vu des choses étranges et insolites » |                                                                           |
| Ezzazouet                   | الزازوات               | « Les zazous »                                     |                                                                           |
| Qad ma nkarkar qad ma njeeb | قد ما نكركر قد ما نجيب | « J’ai beau colporter, j’ai beau rapporter »       |                                                                           |

## Pièces théâtrales
Voici les œuvres de la troupe de la ville de Tunis où Hédi Semlali a joué :
| Titre                             | Nom original            | Metteur en scène                  |
| --------------------------------- | ----------------------- | --------------------------------- |
| La Jalousie fait perdre la raison | الغيرة تذهب الشيرة      | Zaki Tuleimat                     |
| Fils de qui ?                     | ولد أشكون               | Zaki Tuleimat                     |
| J'ai perdu la raison              | ضاع صوابي               | Zaki Tuleimat                     |
| Le Marchand de Venise             | تاجر البندقية           | Zaki Tuleimat                     |
| Chehata                           | شحاتة                   | Zaki Tuleimat                     |
| Ibn Jala                          | إبن جلاء                | Zaki Tuleimat                     |
| Le Faucon de Qouraich             | صقر قريش                | Zaki Tuleimat                     |
| Abou Doulama                      | أبو دلامة               | Mohamed Abdelaziz Agrebi          |
| Les Femmes en danger              | النساء في خطر           | Mohamed Abdelaziz Agrebi          |
| Oum Essaâd veut se marier         | أم السعد تحب تعرس       | Mohamed Abdelaziz Agrebi          |
| La Génération d'aujourd'hui       | جيل اليوم               | Mohamed Abdelaziz Agrebi          |
| À vos plaintes                    | سيدي حاضر يا شكاية      | Mohamed Abdelaziz Agrebi          |
| Les Deux petits                   | الصغيران                | Mohamed Abdelaziz Agrebi          |
| Le Prix de la liberté             | ثمن الحرية              | Mohamed Abdelaziz Agrebi          |
| Le Malade imaginaire              | النساء في خطر           | Mohamed Abdelaziz Agrebi          |
| La Révolte des faibles            | ثورة الضعفاء            | Mohamed Abdelaziz Agrebi          |
| Abderrahman Annasser              | عبد الرحمان الناصر      | Mohamed Abdelaziz Agrebi          |
| Les Mains sales                   | الأيدي القذرة           | Mohamed Abdelaziz Agrebi          |
| Othello                           | عطيل                    | Mohamed Abdelaziz Agrebi          |
| La Kahena                         | الكاهنة                 | Hassen Zmerli                     |
| Wallada et Ibn Zaidoun            | ولادة و ابن زيدون       | Hassen Zmerli                     |
| Les Gens de la caverne            | أهل الكهف               | Hassen Zmerli                     |
| Majnûn Laylâ                      | مجنون ليلى              | Hassen Zmerli                     |
| L'Amour platonicien               | الحب العذري             | Hassen Zmerli                     |
| C'est la faute à Aïchoucha        | الكلو من عيشوشة         | Aly Ben Ayed                      |
| Les Jaloux                        | الحزارة                 | Aly Ben Ayed                      |
| L'Ère du Bouraq                   | عهد البراق              | Aly Ben Ayed                      |
| La Rivale de sa mère              | ضرة أمها                | Aly Ben Ayed                      |
| L'Avare                           | البخيل                  | Aly Ben Ayed                      |
| Le Maréchal                       | الماريشال               | Aly Ben Ayed                      |
| Caligula                          | كاليقولا                | Aly Ben Ayed                      |
| Œil pour œil                      | العين بالعين            | Aly Ben Ayed                      |
| Hamlet                            | هاملت                   | Aly Ben Ayed                      |
| Des Cages et des prisons          | أقفاص و سجون            | Aly Ben Ayed                      |
| L'École des femmes                | مدرسة النساء            | Mohamed Aziza et Aly Ben Ayed     |
| Mourad III                        | مراد الثالث             | Aly Ben Ayed                      |
| Une nuit de mille et une nuits    | ليلة من ألف ليلة و ليلة | Abdelmajid Lakhal                 |
| Bin noumin                        | بين نومين               | Hédi Semlali et Abdelmajid Lakhal |
| Jules César                       | يوليوس قيصر             | Mohamed Kouka                     |